# Gülistan Yüksel

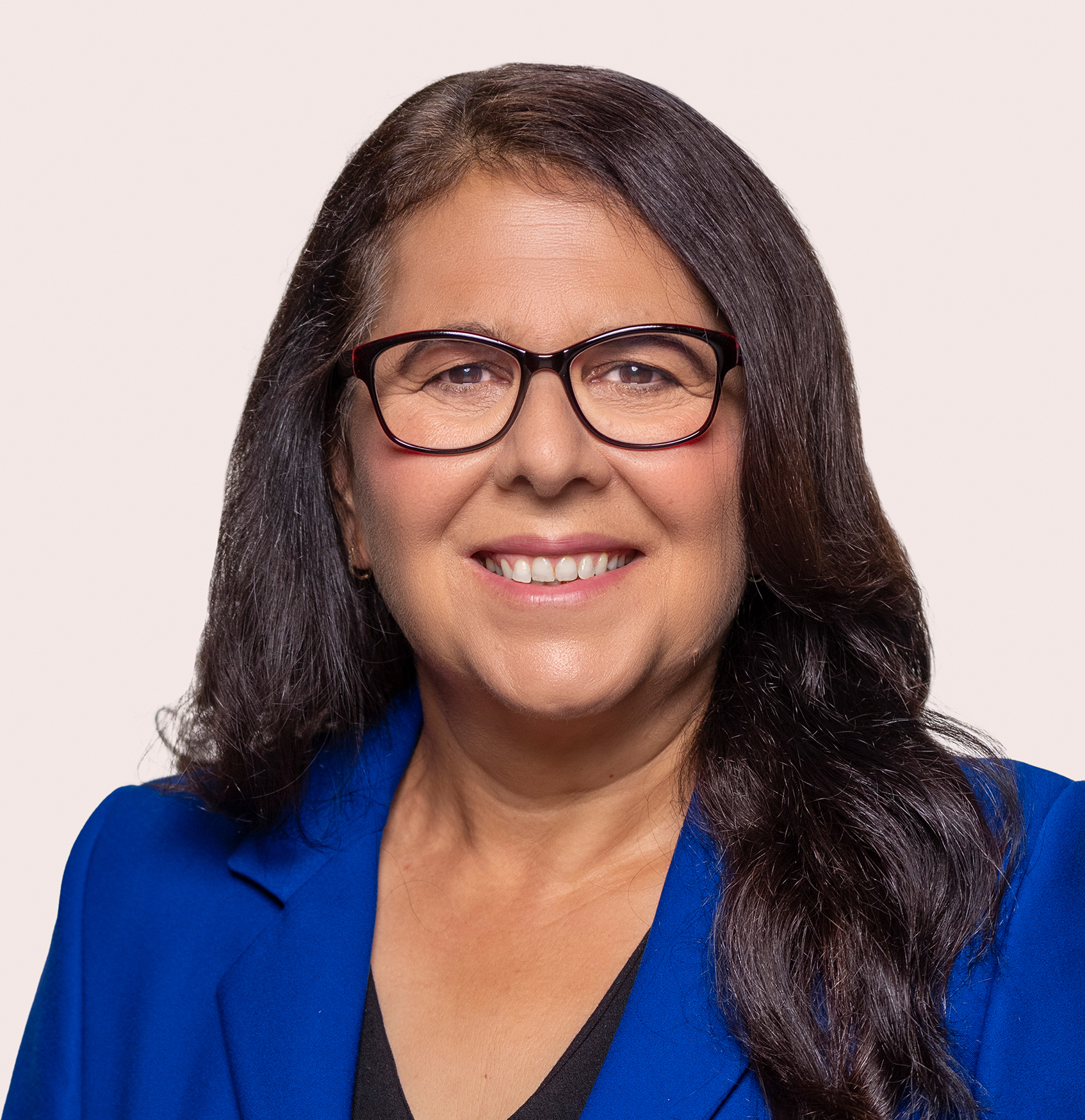
Gülistan Yüksel (2021)

Gülistan Yüksel (* 27. März 1962 in Adana, Türkei) ist eine türkisch-deutsche Politikerin (SPD). Bei der Bundestagswahl 2013 zog sie erstmals über die Landesliste NRW in den Bundestag ein. Zuvor war sie Kommunalpolitikerin und Ratsfrau in Mönchengladbach, im Vorstand des Landesintegrationsrates NRW sowie Vorsitzende des Integrationsrates (ehemals Ausländerbeirat) der Stadt Mönchengladbach.

## Politik
Bei der Wahl zum 18. Deutschen Bundestag am 22. September 2013 zog Yüksel über die Landesliste der NRW-SPD in den Bundestag ein. Sie ist ordentliches Mitglied im Ausschuss für Familie, Senioren, Frauen und Jugend sowie im Ausschuss für Tourismus und stellvertretendes Mitglied um Ausschuss für Recht- und Verbraucherschutz. Darüber hinaus ist Yüksel Schriftführerin im Deutschen Bundestag.
In der SPD-Bundestagsfraktion ist Yüksel stellvertretende Sprecherin der AG (Arbeitsgruppe) Migration/Integration sowie Mitglied der AG (Arbeitsgruppe) Kommunalpolitik. Yüksel ist Mitbegründerin und Vorsitzende der „Fohlen des Bundestages“, des Fanclubs des Fußballvereins Borussia Mönchengladbach im Deutschen Bundestag.
Im Januar 2016 gab Yüksel bekannt, dass sie bei der kommenden Bundestagswahl 2017 ein weiteres Mal für den Deutschen Bundestag kandidieren wolle. Am 1. September 2016 wurde sie mit mehr als 95 % der Delegiertenstimmen bei der Wahlkreiskonferenz als SPD-Bundestagskandidatin nominiert.
Von 2002 bis 2013 war sie (mit kurzer Unterbrechung) Mitglied des Rates der Stadt Mönchengladbach.
Gülistan Yüksel ist seit 2014 Vorsitzende des SPD-Unterbezirks Mönchengladbach. Davor war sie seit 2005 stellvertretende Vorsitzende.
Im 19. Deutschen Bundestag ist Yüksel ordentliches Mitglied im Ausschuss für Familie, Senioren, Frauen und Jugend, sowie im Ausschuss für Tourismus. Zudem gehört sie als stellvertretendes Mitglied dem Ausschuss für Recht und Verbraucherschutz an.
Bei der Bundestagswahl 2021 zog sie erneut über die Landesliste ihrer Partei in die deutsche Volksvertretung ein.
Seit 2019 ist Gülistan Yüksel Mitglied der Deutsch-Französischen Parlamentarischen Versammlung. Seit dem 8. Juli 2022 ist sie Mitglied im Untersuchungsausschuss zu den Geschehnissen beim Abzug der Bundeswehrtruppen aus Afghanistan.

## Leben
Yüksel kam im Jahre 1970 nach Deutschland. Nach dem Schulbesuch absolvierte sie eine Ausbildung zur Apothekenhelferin, heute: Pharmazeutisch-kaufmännische Angestellte (PKA), und war danach als Taxiunternehmerin tätig. Sie ist verheiratet und hat zwei erwachsene Kinder.
Von 1995 bis 2014 war sie gewähltes Mitglied im Integrationsrat der Stadt Mönchengladbach. Dort war sie von 1997 bis Oktober 2014 Vorsitzende. Von 2000 bis 2014 war Yüksel im Vorstand des Landesintegrationsrates NRW. Bis 2003 war sie in der Veranstaltergemeinschaft „Radio 90,1“ tätig. Von Dezember 2003 bis 2013 war sie stellvertretendes Mitglied im WDR-Rundfunkrat.

## Auszeichnungen
Für ihre langjährige ehrenamtliche Arbeit im Ausländerbeirat wurde Yüksel 2004 vom Landtagspräsidenten Ulrich Schmidt im Düsseldorfer Landtag ausgezeichnet.
2007 wurde Yüksel mit dem Bundesverdienstkreuz am Bande für ihre ehrenamtlichen Leistungen ausgezeichnet.
Im Jahr 2012 wurde Yüksel in die 15. Bundesversammlung zur Wahl des Bundespräsidenten berufen.

## Positionen
Yüksel befürwortet den interreligiösen Dialog. Als Vorsitzende des Integrationsrates wurde sie 2010 an der Diskussion um die von einem mittlerweile aufgelösten salafistischen Verein geplante Islamschule im Mönchengladbacher Stadtteil Eicken beteiligt. Gemeinsam mit dem Bezirksvorsteher der Stadt, dem NRW-Integrationsminister Schneider, und dem Landtagsabgeordneten Hans-Willi Körfges führte sie Gespräche mit der Bürgerinitiative. Yüksel sagte über die Bürgerinitiative, dass sie „Öl ins Feuer gießen“ würde. An anderer Stelle betonte sie, dass der Integrationsrat zusammen mit der Bürgerinitiative nach Mitteln und Wegen suchen wolle, um dem gesellschaftlichen Problem des Extremismus entgegenzuwirken. Die Ängste seien ebenso wie bei den Deutschen auch bei den Menschen mit Migrationshintergrund vorhanden.